# Retenção urinária
Retenção urinária, ou iscúria, é a incapacidade de urinar, ou ainda, o acúmulo de urina na bexiga resultante da incapacidade real de eliminá-la.

## Causas
Na bexiga:
- Dissinergia do esfíncter detrusor (DED)[2]
- Bexiga neurogênica (lesão comumente pélvica splanchic nervo, Síndrome da cauda equina,[3] doença de Parkinson[4])
- Iatrogenia (causada pelo tratamento médico/procedimento) cicatrização do colo da bexiga (normalmente a partir de remoção de algaliação ou operações cistoscopia)
- Danos na bexiga

Na próstata:
- A hiperplasia prostática benigna (BPH)[4] [5]
- O câncer de próstata e outros tumores pélvicos
- Prostatite

Uretra peniana:
- Válvula de uretra congênitas
- Fimose ou pinhole meato
- Circuncisão

A obstrução da uretra, por exemplo, um estreitamento (geralmente causada por lesão ou DST), metástase ou um cristal pseudogota precipitado na urina
- Lesões por DST (a gonorreia provoca inúmeras restrições, enquanto a clamídia geralmente faz com que um único estenose)

Outros:
- Síndrome de medula amarrada
- Uso de AINEs ou drogas com propriedades anticolinérgicas
- Pedras ou metástases podem teoricamente, aparecer em qualquer lugar ao longo do trato urinário, mas variam na freqüência dependendo da anatomia
- A Parurese, incapacidade de urinar na presença de estranhos (como em um banheiro público), também pode ser classificada como um tipo de retenção urinária, embora seja mais psicológica do que biológica.
- Medicamentos como anticolinérgicos, atropina, escopolamina, opiatos, buprenorfina, morfina,[6]inibidores COX-2[7] anfetaminas[8] e antidepressivos[9])

Cérebro:
- Retardo mental

## Retenção urinária aguda
Na retenção urinária aguda, ocorre uma dilatação dolorosa da bexiga com incapacidade de eliminação. A retenção urinária aguda é geralmente precipitada pelo inchamento da próstata causado pelo infarto de um nódulo ou por determinadas medicações.

## Retenção urinária crônica
Na retenção urinária crônica, ocorrem ambos os sintomas de eliminação, obstrutivos e irritativos.